# Nogarejas
Nogarejas es una localidad española que forma parte del municipio de Castrocontrigo, en la comarca de la Valdería (León). Situada en el suroeste de la provincia, llevan hasta Nogarejas las carreteras LE-125 (de La Bañeza a Puebla de Sanabria) y hacia el Sur la LE-133, que va de la propia Nogarejas hasta la población zamorana de Rionegro del Puente. El río Codes (coloquialmente llamado La Reguera) la atraviesa desde el Noroeste, justo antes de desembocar en el Río Eria, que da nombre a la comarca. En 2009 contaba con 298 habitantes.

## Historia
Los hallazgos de tégulas permiten afirmar que en el término de Nogarejas ya se dieron asentamientos romanos. Y queda documentada la existencia de la población al menos antes de 1159.
En junio de 1199, consta una "litterae executoria" del papa Inocencio III en relación con una reclamación sobre el pago de diezmos entre el Obispo de Astorga y el monasterio de San Esteban de Nogales.

Parece que, hace bastantes siglos, unos pastores procedentes de la cercana población de San Esteban de Nogales, acudían durante la época de verano en busca de pastos para su ganado junto al río Eria y los arroyos que en él confluyen.  Por su procedencia de Nogales se denominaban como "nogalejas" a las praderas que ocupaban.
Según Paramio, los indicios toponímicos permiten deducir que los habitantes de San Esteban de Nogales tuvieron que ver con la fundación del pueblo, cuyo nombre iría evolucionando desde "nogarelas" a "nogareyas" y por último a "nogarexas", antes del actual.
Según doña Vicenta Fernández Marcos la voz de "Nogarejas" es un derivado de nogal, cuyo sufijo diminutivo que tiene un valor despectivo procede del latín -ecula. Se le atribuye a esta voz el significado de nogal.
La Edad Moderna ha sido especialmente útil para proporcionar información sobre la historia de Nogarejas, cuya sociedad era agrícola-ganadera, se organizaba políticamente a través de Concejos, con alcaldes-pedáneos al frente, y luchaba en esa época por independizarse del corregidor de Castrocalbón.

## Economía
Las tierras de Nogarejas pertenecían a la casa de Alba y Aliste incluso después de la abolición de los señoríos.
Ya en el siglo XX la economía se basaba en la explotación resinera de sus pinares, llegando a tener dos fábricas de resina en producción simultánea. Actualmente ambas fábricas están cerradas.

## Galería

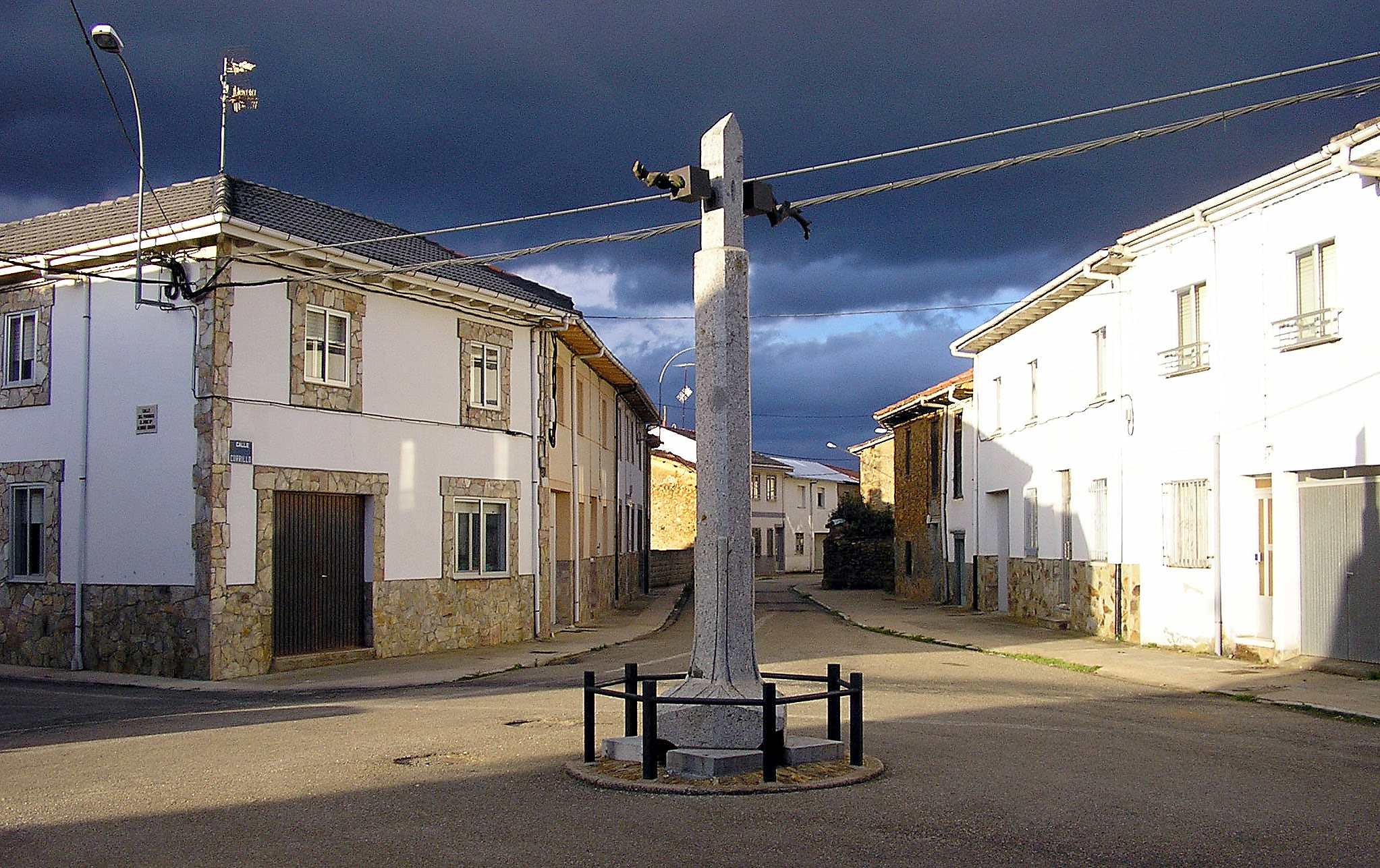
La Cruz
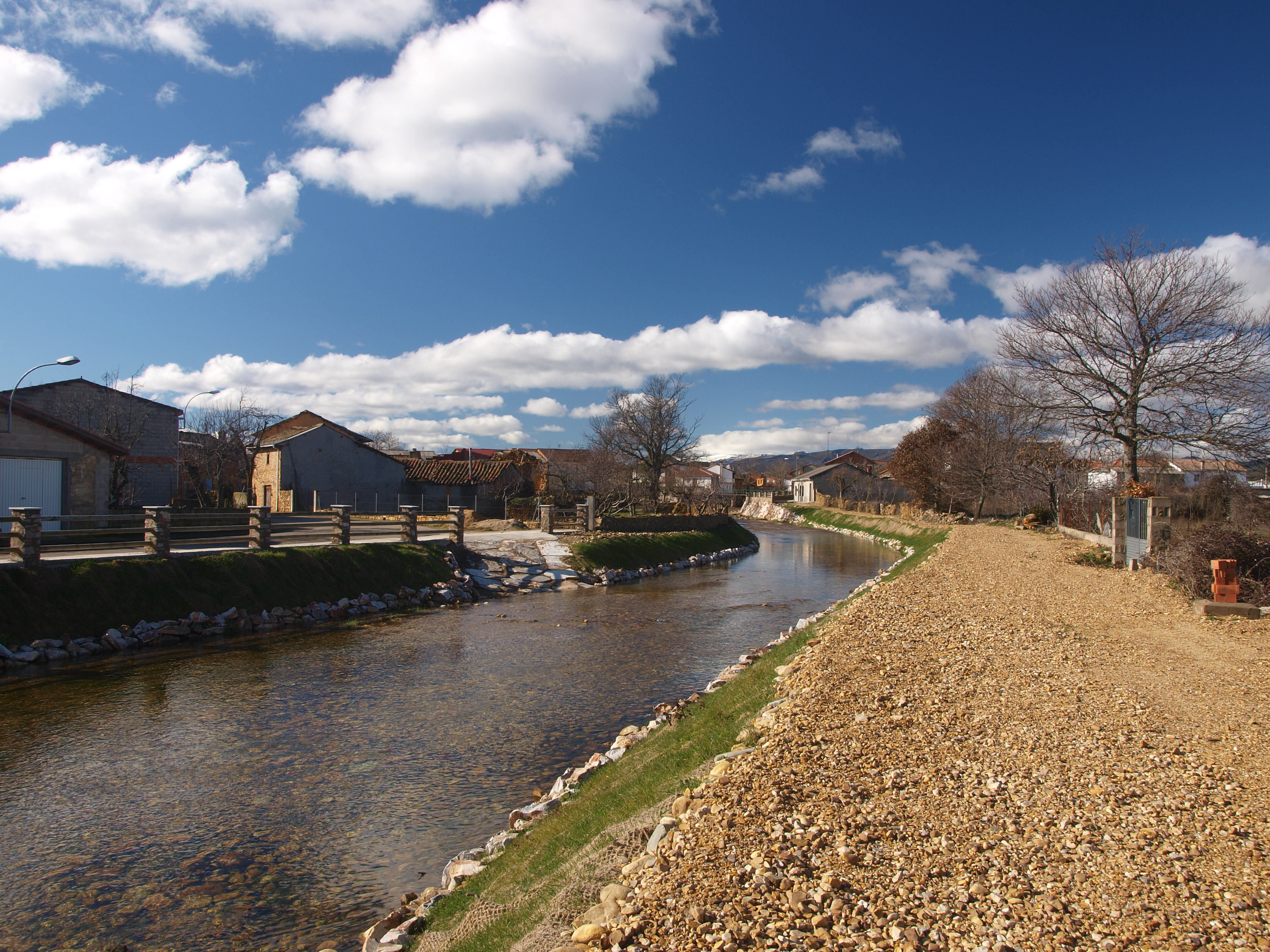
Río Codes
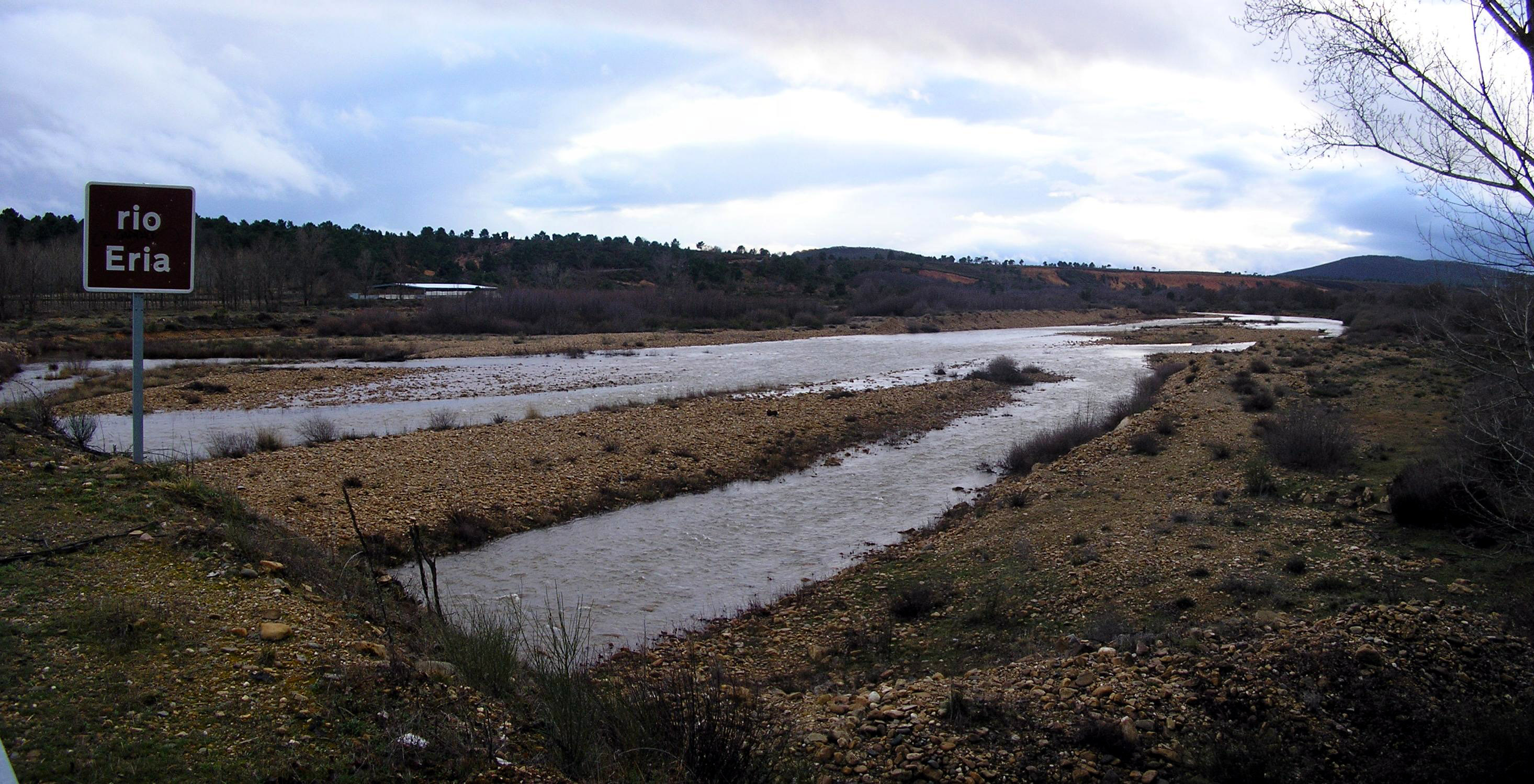
Río Eria